# Тектонічне склепіння
Тектонічне склепіння (рос. свод тектонический, англ. tectonic arch; нім. tektonisches Gewölbe n (Beule f, Aufwölbung f) — велике пологе склепінчасте (аркоподібне) підняття шарів земної кори в межах континентальних платформ, як правило, овальних контурів. Округлі Т.с. називаються куполами. Поперечник Т.с. складає багато десятків — перші сотні км, висота — сотні м, іноді більше 1 км. Із Т.с. звичайно складаються більш великі платформні підняття — антеклізи. Рідше вони спостерігаються у западинах — синеклізах, або являють собою ізольовані форми. Приклади — Токмовське і Татарське Т.с.. Сх.-Європейської платформи, Цинцинатське — Півн.-Американської платформи.